# Georg Hilmar
Georg Hilmar (Berlin, 1876. október 10. – Berlin, 1911. december 12.) kétszeres olimpiai bajnok német tornász.
Az 1896. évi nyári olimpiai játékokon indult tornában. Egy kivétellel az összes számban részt vett. Csapat korlátgyakorlatban és csapat nyújtógyakorlatban aranyérmes lett. Ő csak tartalék volt. Valószínűleg 1936 előtt halt meg, mert az 1936. évi nyári olimpiai játékokon, ami Berlinben volt, nem vett részt, mint az addigi összes német olimpiai bajnok.